# Hinako Takahashi
Pour les articles homonymes, voir Takahashi.
Hinako Takahashi (高橋 比奈子, Takahashi Hinako), née le 19 janvier 1958, est une femme politique japonaise, représentant le Tōhoku à la Chambre des représentants du Japon pour le Parti libéral-démocrate. Elle est nommée en septembre 2020 dans le gouvernement Suga au poste de vice-ministre de l'éducation, de la culture, des sports, de la science et de la technologie.

## Jeunesse, études et carrière pré-électorale
Takahashi naît le 19 janvier 1958 à Morioka, dans la préfecture d'Iwate. Elle effectue ses études secondaires dans sa ville natale, avant de poursuivre son cursus universitaire à l'université Nihon, où elle se spécialise dans la radiodiffusion. Durant ses études, elle effectue plusieurs stages au sein de la chaîne TV Tokyo, avant de rejoindre la chaîne locale TV Iwate (en) en 1981, après sa formation.

## Carrière électorale
Issue d'une famille d'hommes politiques impliqués dans la vie préfectorale, Takahashi se dirige elle aussi vers une carrière politique en 1995, date à laquelle elle est élue pour la première fois au conseil municipal de Morioka. Elle est réélue à deux reprises à ce poste.
En 2005, Takahashi est élue pour la première fois à l'assemblée préfectorale d'Iwate, représentant le Parti libéral-démocrate. Réélue en 2007, elle démissionne durant son mandat en 2009 pour se présenter aux élections législatives japonaises de la même année dans la première circonscription de la préfecture d'Iwate, sans succès.
Takahashi se représente en 2012, toujours dans la première circonscription d'Iwate, et ne parvient toujours pas à être élue. Néanmoins, grâce à la relance proportionnelle de la région du Tōhoku, elle devient tout de même représentante et fait son entrée à la Diète du Japon. Elle fait ensuite son entrée au gouvernement Abe II, au poste de secrétaire parlementaire chargée de l'Environnement, poste qu'elle conserve après sa réélection à l'issue des élections législatives japonaises de 2014,. En 2017, Takahashi est a nouveau réélue. Elle rejoint en 2020 le gouvernement Suga au poste de ministre d'État chargée de l'éducation, de la culture, des sports, de la science et de la technologie,. 
Elle perd son siège à l'issue des élections législatives japonaises de 2021, et ne bénéficie pas de la relance proportionnelle,. 

## Prises de positions
Comme la majorité des représentants de son parti, Takahashi fait la promotion des Abenomics, politique économique japonaise promue par le Premier ministre Shinzō Abe, qu'elle soutient. Elle estime également que l'énergie nucléaire est nécessaire à la contribution énergétique japonaise pour le moment, même si l'armement nucléaire ne devrait pas être envisagé. En outre, elle souhaite une révision de la Constitution antimilitariste du Japon.
Comme plusieurs personnalités du PLD et du gouvernement Abe, elle est associée au lobby révisionniste Nippon Kaigi. Elle est également favorable à la visite par les membres du gouvernement du sanctuaire Yasukuni, sanctuaire shinto, considéré par certains comme l'un des symboles nationalistes du Japon, mais également de son passé colonialiste. 
D'un point de vue social, elle répond en 2017 ne pas souhaiter se prononcer sur la possibilité de reconnaissance du mariage homosexuel par le Japon. Par ailleurs, Takahashi s'oppose aux tentatives de changer la loi japonaise qui impose aux conjoints de porter le même nom.

## Vie privée
Takahashi est mariée et mère de deux fils.